# Teniguibán
Teniguibán
es un barrio rural  del municipio filipino de primera categoría de El Nido perteneciente a la provincia  de Paragua en Mimaro,  Región IV-B.
En 2007 Teniguibán contaba con 3.360 residentes.

## Geografía
El municipio de El Nido se encuentra 238 kilómetros al noreste de Puerto Princesa,  capital provincial. 
Su término ocupa el extremo meridional de isla Paragua. Linda al norte con la  isla de Linapacán y otras  del grupo de las islas Calamianes; al sur con el municipio vecino de Taytay; al este con el Mar de Joló frente a las islas que forman el municipio de Agutaya; y al oeste con el  mar de la China Meridional, conocido localmente como el Mar del Oeste de Filipinas.
Su término linda al norte con el mar, Bahía de Libro y Bahía de Cabuli; al sur  con los barrios de Barotuán y de San Fernando; al este con el mar, Bahía de Teniguibán, frente a la isla de Calibangbangan en el municipio vecino de Linapacán; y al oeste con el mar, Bahía de Diapila y Bahía de Duli, y el barrio de Bucana.
Este barrio, situado en el extremo norte del municipio, comprende la isla de Daracután y de Cabuli, así como los islotes de Brother, de Calitán, de Vilma y de Vito.
Comprende el sitio de Diapila.

### Demografía
El barrio  de Teniguibán contaba  en mayo de 2010 con una población de 4.067 habitantes, siendo el segundo más poblado de su municipio, tras Bucana.

## Historia
Bacuit formaba parte de la provincia española de  Calamianes, una de las de las 35 provincias de la división política del archipiélago Filipino, en la parte llamada de Visayas. Pertenecía a la audiencia territorial  y Capitanía General de Filipinas, y en lo espiritual a la diócesis de Cebú.